# Javorovo (distrikt i Stara Zagora)
Javorovo (bulgariska: Яворово) är ett distrikt i Bulgarien.   Det ligger i kommunen Obsjtina Stara Zagora och regionen Stara Zagora, i den centrala delen av landet, 180 km öster om huvudstaden Sofia.
Trakten runt Javorovo består till största delen av jordbruksmark. Runt Javorovo är det ganska glesbefolkat, med 48 invånare per kvadratkilometer.